# 4-Thiouracile
Le 4-thiouracile est une base nucléique pyrimidique soufrée dérivée de l'uracile dont le nucléoside correspondant est la 4-thiouridine.